# アマド・ウルスア
アマド・ウルスア（Amado Ursua、1956年9月13日 - ）は、メキシコの元男性プロボクサー。メキシコシティ出身。身長156cm。元WBC世界ライトフライ級王者。

## 来歴
1974年5月8日、プロデビュー。
1980年2月9日、NABF北米ライトフライ級王者ジョーイ・オリボに挑戦し、12回判定負けで王座獲得ならず。
1980年7月26日、メキシコライトフライ級王者ヘルマン・トーレスに挑戦し、6回KO負けで王座獲得ならず。
1981年7月26日、メキシコライトフライ級王者ヘルマン・トーレスに再挑戦し、10回判定勝ちで王座を獲得した。
1982年2月26日、WBC世界ライトフライ級王者イラリオ・サパタに挑戦し、2回KO勝ちで世界王座を獲得した。
1982年4月13日、初防衛戦で友利正と対戦し、15回判定負けで王座から陥落した。
王座陥落後は、張正九、イシドロ・ペレス、ファン・エレラ、ドディ・ボーイ・ペニャロサと対戦するなど多くの試合をこなしたが好成績は残せなかった。
1987年12月13日、のちの世界2階級王者李烈雨と対戦し、5回KO負け。この試合を最後に引退した。

## 獲得タイトル
- 第8代WBC世界ライトフライ級王座（防衛0度）